# 悪魔城伝説
『悪魔城伝説』（あくまじょうでんせつ、英題: Castlevania III: Dracula's Curse）は、コナミから1989年12月22日に発売されたファミリーコンピュータ用ソフトのアクションゲーム。
ファミリーコンピュータ前2作の続編で、引き続き同じ開発部が制作した、ヨーロッパのドラキュラ城を舞台に主人公ラルフ・C・ベルモンドを操作するゴシックホラーアクション。ルート選択やパートナーとの共闘など新要素も追加された。
2006年に携帯電話用コンテンツ配信サイト「コナミネットDX」で『コナミ名作シリーズ』第5弾としてiアプリ（FOMA）への移植配信と、PC/Windows用ゲーム配信サイト「i-revo」での配信がされた。2009年にはWiiの、2014年にはWii Uとニンテンドー3DSのバーチャルコンソールでそれぞれ配信された。

## 概要
ゴシックホラーアクションゲーム・悪魔城ドラキュラシリーズのファミコンでの3作目。正式タイトル決定前は「ドラキュラIII（仮題）」となっていた。前2作はファミコンの周辺機器であるディスクシステム専用のソフトであったが、本作は初のファミコン本体用カセットとなった。セーブ機能はなくなり、パスワード・コンティニュー方式になっている。
ゲームシステムは2作目『ドラキュラII 呪いの封印』（1987年）ではアクションRPGとなっていたが、本作では再びシリーズ第1作目の『悪魔城ドラキュラ』（1986年）同様のステージクリア型アクションに戻った。前2作同様にホラー映画を意識した演出で作られており、オープニングでのストーリー紹介は映画のフィルムのコマ送りのように映し出される。本作での新たな特徴としては、ステージ分岐選択や、パートナープレイヤーのシステムが登場し、連れている仲間キャラクターにチェンジしてプレイすることも可能となっている。ストーリーは『悪魔城ドラキュラ』よりも100年前の話で、主人公はシモンの先祖のラルフ・C・ベルモンドとなり、人間とドラキュラとの戦いの始まりが描かれる。中世暗黒時代のヨーロッパでドラキュラを倒し、トランシルヴァニアのワラキアの地を救うことが目的。
開発はコナミ神戸本社（当時）で、第1作悪魔城ドラキュラからの赤松仁司ディレクターが担当。音楽担当は船橋淳、前澤秀憲、森本幸恵。カートリッジ内には通常ROMに加えてコナミが開発した特殊チップVRC VIが搭載されており、当時のファミコンとしてはグラフィックと音楽の質の高さが群を抜いていた上に、内容もゲームバランスと敵の動きルーティーンが相まって、単純な「覚えゲー」ではなく、プレイの上達が実感できるものである。
キャッチコピーは、「悪魔城ドラキュラにつづくゴシック・ホラー・アクション」。テレビCMも流された。本作はゲーム誌『ファミコン通信』の「クロスレビュー」にてシルバー殿堂を獲得している。

## ゲーム内容

### パートナープレイヤー
これまでのシリーズにはなかった、パートナーを連れて行けるシステムがある。ゲーム進行途中、ルート選択によって特定のステージをクリアすると3人の仲間キャラクターに出会い、プレイヤーの判断により主人公ラルフのパートナーとしてコンビを組むことができる。パートナーがいれば、プレイ中にSELECTボタンを押すことでラルフとパートナーとのプレイキャラクターチェンジが可能になる。ライフポイントはラルフとパートナーで共有。
ただし、パートナーとして帯同できるのは1人に限られ、新しい仲間を加えるとそれまでのパートナーとは別れることになる（進行ルートの都合上、別れる事になる仲間は固定）。敢えてパートナーを連れず、終始ラルフ1人だけでクリアすることも可能である。パートナーによっては特殊な移動技能（壁伝いに這う・空中を飛行）を持つ者もおり、その能力を活用することでステージの道中を大幅にショートカットしたり、ラルフでは取れないアイテムを取ることも可能で、どのパートナー（ステージルート）で行くかもゲーム難易度に影響を与えている。エンディングのエピローグは、ゲームクリア時に3人の内の誰を加えているか（もしくはラルフ1人か）により、4種類の話に分かれているマルチエンディング方式を採用している。
ゲームクリア後に始まる2周目以降は、1周目クリア時に連れていたパートナーが最初から居る状態でゲームスタートし、パートナーキャラクターを連れていくか否かを選ぶイベントは発生しない。

### 再開プレイ
セーブ機能はなく、コンティニュー・パスワード制である。ゲームオーバー時に表示されるパスワードを、再開時にプレイヤー名とともに入力すれば続きからプレイできる。パスワードは文字列ではなく、4行 × 4列のマスの中に鞭やハートなどの絵を入力する方式となっている。移植の携帯電話アプリ版では、セーブ機能が採用され、最大3ファイル + 中断した場所からの再開用ファイルが用意されており、いつでもセーブは可能になった。

### ステージ構成
ステージはまずトランシルバニアにある教会からスタートし、前半（1 - 6ブロック）は悪魔城に入るまでの道のり、後半（7 - 10ブロック）は悪魔城内が舞台となる。本作では分岐点が何か所か用意されており、進むルートを自分で選択することができる。どのルートをとっても全10ブロック構成となるが、ブロックによって長さが一定ではなく長いブロックもあるため、ルート選択によりクリアまでの時間・難度も異なる。
分岐箇所は3箇所あり、最低2回は分岐点に遭遇する（時計台に寄り道するか否か・森ブロックの分岐にて、そのまま森を突き進むか沼地に進路を変えるか）。さらに2回目の分岐点で沼地へ向かった場合のみ、3回目の分岐点が発生する（そのまま地下道を進んで地下水路へ行くか、地下道を抜けて水没都市へ進むか）。特に2回目の森ブロックでの分岐がゲーム展開を大きく変える。この分岐箇所を目安に、概ね「上ルート」（幽霊船を経由）と「下ルート」（地下を経由）に大別される。特に下ルート・7ブロックは長い上、嫌らしいギミック構成で難易度が高い。城内8ブロック以降は共通ルートで一本道であり、10ブロックの道中は短い。
アクション面でのシステムは第1作『悪魔城ドラキュラ』とほぼ同じだが、本作では1ブロックに含まれるエリアが3エリアと決まっていない。
時計台や水没都市・水道橋など『悪魔城ドラキュラ』に比べ、アクティブなギミックに富んだステージ構成が特徴で、上下方向の強制縦スクロールなどの大仕掛けも存在する。また形態変化をなすボス敵が増えた点も多彩さに一役買っている。
前半共通ルート
- ステージ1：教会・町・墓場（BGM：Beginning）
  - クリア後分岐1（ステージ2→ステージ2脱出→ステージ3の途中から/ステージ3）（BGM：Desteny〈各分岐共通〉）

- ステージ2：時計台（BGM：Clockwork） - グラントに出会う。その後、ステージ2の最初まで自力で戻り、ステージ3の途中から始まる。
- ステージ3前半：森（BGM：Mad Forest）  -途中で分岐2（ステージ3後半〜ボス〈上ルート〉/ステージ4〈下ルート〉）

上ルート(森・幽霊船ルート)
- ステージ3後半：森深部（BGM：Mad Forest）サイファに出会う。
- ステージ4：幽霊船（BGM：Anixiety）
- ステージ5：塔（BGM：Rising）
- ステージ6：水道橋（BGM：Stream）
- ステージ7：ドラキュラ城別館（BGM：Aquarius）

下ルート(沼地・地下ルート)
- ステージ4：沼地（BGM：Dead Beat）
- ステージ5前半：地下道（BGM：Nightmare） - アルカードに出会う。
  - 後半にて分岐3（ステージ5後半とボス戦〜ステージ6/ステージ6'）→どのルートを通っても、最終的にステージ7に合流。

- ステージ5後半の続き：地下道深部（BGM：Nightmare）
- ステージ6：ドラキュラ城地下水路（BGM：Demon Seed）
- ステージ6'：水没都市（前半BGM：Aquarius/後半BGM：Pressure）
- ステージ7：ドラキュラ城地下（BGM：Anixiety）

後半共通ルート
- ステージ8：ドラキュラ城本館（BGM：Dejavu -Vampire Killer-）
- ステージ9：ドラキュラ城塔内（BGM：Riddle）
- ステージ10：ドラキュラ城離れの塔（BGM：Pressure/ドラキュラ戦直前・ドラキュラ戦BGM：Overture）

### アイテム
共通アイテム
ボーナス袋
100点、200点、400点、700点、1000点、7000点の6種類がある。
パワーアップ
第1作『悪魔城ドラキュラ』での名称は「クサリ」。鞭と剣が組み合わさったような形をしている。ラルフ、アルカード使用時にのみ出現し、どちらの場合も最大2回までメインウェポンがパワーアップする。
ハート（小）
サブウェポンの使用回数が1増える。
ハート（大）
サブウェポンの使用回数が5増える。
ロザリオ
画面内の敵を全滅させる。
透明薬
一定時間無敵になる。本作では使用キャラクターに合わせて瓶の色が変化する。また効果が前兆もなく突然切れる。
肉
体力が8目盛り分回復する。
1UP
「1UP」文字の形のアイテム。残り人数が1増える。壁の中に隠されていることが多い。取りにくい場所のロウソクから出る場合もある。『悪魔城ドラキュラ』では隠しアイテムだった。
2連射
ラルフとグラント使用時に登場するアイテム。サブウェポンが2連射可能になる。
3連射
ラルフと欧米版グラント使用時に登場するアイテム。サブウェポンが3連射可能になる。
サブウェポン
短剣
ラルフ、欧米版グラント用のサブウェポン。短剣を前方向に投げる。
オノ
ラルフ、グラント用のサブウェポン。グラント使用時は懐中時計以外のサブウェポンが出るロウソクの中身がすべてこれに変わる。欧米版グラントの場合は、十字架が出るロウソクの中身がこれに代わる。斜め上方向に投げられ放物線を描いて飛び、敵を貫通する。いわゆる対空用サブウェポンで上方向にいる敵相手には便利。欧米版グラントが天井に張り付いている時は真下に投げ落とす。
聖水
ラルフ専用のサブウェポン。聖水の瓶を投げた後、床に落ちると燃え上がり、炎でダメージを与える。聖水の瓶にも攻撃判定がある。
十字架
ラルフ専用のサブウェポン。真横に発射され、敵を貫通しながら画面端まで飛んだあと、ターンして戻ってくる。欧米版ではアックスアーマー相手だとダメージを与えた後、すぐ戻ってくるため、連続でダメージを与えられない。
懐中時計
全キャラクター共通のサブウェポン。敵の動きを一時的に止める。ボス敵には無効。
サイファ専用サブウェポン（アイコンは全て魔法書）
炎
サイファ専用のサブウェポン。赤い魔法書の形で出現するアイテムで、サイファ使用時は短剣およびオノが出るロウソクの中身がこれに変わる。ラルフの鞭と同程度の射程の火炎を前方に放射する。攻撃力は高い。なお、サイファの魔法はハート消費量がいずれも1で、魔法でロウソクを破壊しても連射アイテムは出ない。
冷気
サイファ専用のサブウェポン。青い魔法書の形で出現するアイテムで、サイファ使用時は聖水が出るロウソクの中身がこれに変わる。周囲に冷気を飛ばし、敵を数秒間凍結させる。凍結した敵は杖で叩けば粉砕して一撃で倒せる。流れる水を凍らせて、一時的に足場にすることも可能。ボス敵に対しては無効なため、道中特化型の魔法。
ライトニングボルト
サイファ専用のサブウェポン。青白い魔法書の形で出現するアイテムで、サイファ使用時は十字架が出るロウソクの中身がこれに変わる。敵をある程度サーチして自動追尾で飛んでいく光弾を3発同時に発射する。1発1発の攻撃力が高い上、敵にあたっても消えずに貫通していく。比較的ゆっくり飛んでいくので弾が1発でも画面に残っていると次が撃てないが、キャラクターチェンジすれば弾は消える。

## ストーリー・設定

### ストーリー
外部リンクの「公式ストーリー紹介」参照。
なおこれは簡易版ストーリー紹介であり、詳細なストーリーは本作の説明書でのストーリー紹介を参照。

### キャラクター
プレイキャラクター
ラルフ・C・ベルモンド（RALPH C. BELMOND）
本作の主人公。第1作『悪魔城ドラキュラ』の主人公シモン・ベルモンドの時代から百年ほど前の先祖。ベルモンド一族は太古までさかのぼる古い血筋であり、忌まわしき者達と戦いながら生き延びてきた一族で、人間離れした強靭な精神力と能力のため人々からヴァンパイアと同じように受けとめられて恐れられ疎まれてきており、世俗から姿を消し人知れず生きている真正ヴァンパイアハンターであり、東方正教会が先に依頼していたヴァンパイアハンターのサイファが戻らなかったため、ベルモンドの血を受け継ぐ若者ラルフが正教会に探し出され依頼を受けて、ドラキュラ討伐のためワラキアに向かう。
メインウェポンは鞭で、鞭→鎖の鞭→長い鎖の鞭と3段階にパワーアップ可能。サブウェポンは短剣、斧、聖水、十字架、懐中時計の5種類で、連射アイテムの取得により最大3連射も可能と、シモンの性能と同じ。
サイファ・ヴェルナンデス（SYPHA VELNUMDES）
パートナーの1人。幼少時より東方正教会の各地の修道院で修道僧として修行を積んだ僧侶のヴァンパイアハンター。教皇からドラキュラ討伐の依頼を受け、かつて一時滞在した思い出もある美しかったワラキアがドラキュラに穢されようとしているのを知ったため、ワラキアへ向かったものの、戻ってはこなかった。石像にされてしまい、森のサイクロプスに捕われている。
メインウェポンは聖なる杖で、リーチは短いが全キャラ中最速で連打できる。サブウェポンで大気の力を借りた魔法の火炎、冷気、光弾（ライトニングボルト）と懐中時計を使える。サブウェポンの魔法攻撃が強力で、動く敵を自動追尾する光弾は一部ボスを瞬殺できる事もある。防御力は低く、ラルフ・アルカードよりも多くダメージを受ける。さらにパートナーの中で唯一、特殊移動アクションはないため、厄介なギミックがある場面を自力で何とかしなければならない。エンディングで判明するが、実は女性。
グラント・ダナスティ（GRANT DANUSTY）
パートナーの1人。身軽で高い身体能力をもつ。ドラキュラに反抗しようとするワラキアの民衆の一人だったが、ドラキュラの魔力で化け物の姿に変えられ、時計台の頂上に潜んでいる。ステージの都合上、寄り道になるとはいえ、一番早くパートナーにできる（その後サイファかアルカードと同行する場合、グラントとは別れる）。4人の中で最も移動速度とジャンプ力が高い上、唯一ジャンプや落下中の空中制御が可能。壁や天井にへばりついて進むことができ、敵や仕掛けによる危険の回避や他のキャラクターには行けないショートカットなどができるため、単純な移動性能は全キャラ最高。メインウェポンの短剣はラルフのサブウェポンと同じだがハートを消費せず投げられる（通常は前方に投げるが、壁や天井に張りついている時は背中側に投げる）。サブウェポンは斧と懐中時計で、斧の連射パワーアップは2連射まで。防御力はサイファと同じくらいでラルフ・アルカードより低い。
欧米版では、通常攻撃がダガーによる近接攻撃になっており（壁と天井に張り付いている時は、ハートを消費し連射アイテムの有無も関係ないサブウェポン攻撃になる）、サブウェポンも短剣が加わってアイテムテーブルも変更されたため、攻撃面での使い勝手は悪くなっている。しかし、通常攻撃は連射が効くようになり、サブウェポンもラルフ同様最大3連射までパワーアップ可能になり、強化された部分もある。
アルカード（ALUCARD / ADRIAN F. TEPES）
パートナーの1人。ドラキュラの息子で、本名はアドリアン・ファーレンハイツ・ツェペシュ（「ALUCARD」は「DRACULA」の逆さ読みの変名）。もともとは人間で、父の悪魔の行いに反発しており、父に強要されて邪神に身体を捧げられ、父と同じく悪魔との契約によって人間の体ではなくなったが、悪魔そのものとも言える父と違って人間の心は失っておらず、自分の体を人間でなくされるに至って父に対し憎しみを覚えるようになった。父の悪事に耐えかねて戦いを決意し、元のワラキアに戻すため父を打倒することを画策しているが、自分だけではドラキュラに敵わないため、地下道に潜伏して強い同志を捜している。
メインウェポンはショット弾で、1方向→2方向→3方向と3段階にパワーアップ可能。サブウェポンは懐中時計のみ。攻撃力は低い上、4人の中で唯一階段上で攻撃できないという弱点もあるため、攻撃面では全キャラ最弱。ハートを消費してコウモリに変身し空を飛ぶことができ、他のキャラクターが行けないルートを行ける。ただし、グラントにしか行けないルートもあるため、万能という程でもない。コウモリ変身中にダメージを受けると元に戻るが、ライフとハートが1でも残っていればダメージを受けて吹っ飛んでいる最中でも変身できるので、そのまま落下死する事などを回避できる。これはラルフ使用時でも吹っ飛んでる最中にアルカードに交代して同じ事ができる。
その他
教皇
東方正教会の教皇。トランシルヴァニアのワラキアがドラキュラによって破壊の限りを尽くされ魔物はびこる暗黒の地と化していく事態に、軍隊を派遣したが生きて帰ってくる者はなく、窮地を打開するため裏世界に生きる禁じられた術を身につけたヴァンパイアハンター達を探してドラキュラ討伐を依頼した。説明書のストーリー紹介にのみ登場する。

敵キャラクター
スケルトン
骸骨のモンスター。ゆっくりと左右に動くだけのものの他、骨を投げるものや倒しても復活するレッドスケルトンがいる。
コウモリ
波型に飛んでくるものと、天井などにぶら下がっていてプレイヤーが近づくと襲ってくるものがいる。
グールラビット（Ghoul Rabbit）
赤いウサギの化け物。細かい動きと高いジャンプ力を持ち襲い掛かってくる。
ハーピー
空を飛び、頭上から足で運んでるグールラビットを落としてくるモンスター。
メデューサヘッド
頭部だけのメデューサ。波型に飛んでくる。
フクロウ
森で襲ってくる獰猛なフクロウ。
アックスアーマー
間合いを取りながら斧を投げてくる鎧兵。第1作『悪魔城ドラキュラ』より動きが遅く、耐久度も少し下がっている。欧米版では十字架に耐性があり、ダメージを受けた後、すぐに十字架をターンさせるため、連続してダメージを与えられない。
骨柱
動物の頭蓋骨が重なって出来ているモンスター。その場で動かず、火弾を吐いてくる。
ホワイトドラゴン
頭と長い首だけのドラゴンの骨。壁面に張り付き、体をくねらせ火弾を吐く。頭部以外への攻撃は受け付けない。
ケサランパサラン
足場を移動する毛玉の様なモンスター。異様に耐久度が高く、サイファの冷気の魔法でないと倒す事は困難。
フライングスケルトン
翼があり、飛行して攻撃してくるスケルトン。
フェンシングゾンビ
レイピアを使い、すばやい動きで突いてくるスケルトン。自分の頭を手に持っている。
死門
武器として鞭を使うスケルトン。倒しても復活する赤いものもいる。

ボスキャラクター
スカルトナイト
剣と盾を持った大きなスケルトン。骨を飛ばしてくる「スカルトナイトキング」もいる。
サイクロプス
1つ目の巨人。ハンマーを振り下ろして襲い掛かってくる。
メデューサ
下半身が蛇の胴体で、石化光線と弓で矢を射て攻撃してくる。
ミイラ男
2体で現れる。歩いて包帯を飛ばして攻撃する。
デスファイア
顔のような火の玉。棺の中のモンスターに憑依し、ミイラ男やサイクロプスとなって襲ってくる。この2体に加えレッサーデーモンにも憑依する「デスファイアキング」もいる。
吸血コウモリ
攻撃すると何匹にも分裂する大きなコウモリ。
フランケン
怪力の人造人間。地面を踏み鳴らし、天井から落石させたり、岩を投げつけたりして攻撃する。
双頭竜
2つの頭で水面から首から上を突き上げて出現し、炎を吐くドラゴン（胴体が水中で見えないので一匹で双頭なのか二匹いるのかは不明）。
骨竜
骨だけのドラゴン。外見はホワイトドラゴンと同じように見えるが、空中を浮遊して襲いかかってくる。
レッサーデーモン
翼の生えた下等悪魔。「レッサー」の名とは裏腹に体躯は大柄である。
死神
ドラキュラ城本館に出現する。空中を浮遊し、消えては現れる鎌を飛ばしてくる。ライフを全て奪うと、巨大な頭蓋骨に変身して第2戦が始まる。ちなみに、シリーズで第2形態があるのは今作が最初である。
ドッペルゲンガー
相手の容姿、能力を真似るモンスター。操作しているプレイヤーキャラクターに変身して襲ってくる。
ドラキュラ（ヴラド・ツェペシュ）
ヨーロッパ暗黒時代のトランシルヴァニアの辺境ワラキアの領主。殺戮を喜びとする異常な人格で、悪魔に魂を売り、力を求めて古代に失われていた禁忌の術を使って暗黒邪神崇拝を復活させた。その力を借りて魔物達を召喚し、反発する人々を八つ裂きや串刺しの刑、または化け物の姿に変えてワラキアを暗黒と殺戮の焦土へ変えた。さらにその野望に狂って、自らも邪神に身体を捧げることで悪魔同様の力を手に入れた。
戦闘では火炎の柱を吹き上がらせて攻撃してくるうえ、頭部にしかダメージが与えられない。倒すと頭部が複数分裂し邪悪な姿と化して、空中浮遊し口から液体を吐き出して攻撃してくる。
暗黒邪神
ドラキュラが崇拝する邪神（像）。魔界から魔物達を召喚させる力をドラキュラに貸した。ドラキュラ第二形態が倒されると登場する最終ボス。巨大な像姿で動くことはなく体に触れても当たり判定はなく、目から光線を発射してくる。その姿はバビロニア神話に伝わる、熱風の悪霊である魔神パズズに似ている。

## 他機種移植版
| No. | タイトル                                    | 発売日                                     | 対応機種                                           | 開発元 | 発売元   | メディア                            | 型式 | 備考                                                                             |
| --- | ------------------------------------------- | ------------------------------------------ | -------------------------------------------------- | ------ | -------- | ----------------------------------- | ---- | -------------------------------------------------------------------------------- |
| 1   | 悪魔城伝説                                  | 2006年                                     | Windows                                            | コナミ | アイレボ | ダウンロード (i-revo)               | -    |                                                                                  |
| 2   | 悪魔城伝説                                  | 2006年8月1日                               | FOMA900iシリーズ以降 （iアプリ）                   | KDE    | KDE      | ダウンロード （コナミネットDX）     | -    | EASYモードが搭載された。                                                         |
| 3   | 悪魔城伝説                                  | 2008年10月31日 2009年1月12日 2009年4月21日 | Wii                                                | コナミ | KDE      | ダウンロード (バーチャルコンソール) | -    |                                                                                  |
| 4   | 悪魔城伝説                                  | 2014年4月16日 2014年6月26日 2014年9月4日   | Wii U                                              | コナミ | KDE      | ダウンロード (バーチャルコンソール) | -    |                                                                                  |
| 5   | 悪魔城伝説                                  | 2014年4月17日 2014年6月26日                | ニンテンドー3DS                                    | コナミ | KDE      | ダウンロード (バーチャルコンソール) | -    |                                                                                  |
| 6   | 悪魔城ドラキュラ アニバーサリーコレクション | 2019年5月16日                              | Nintendo Switch PlayStation 4 Xbox One PC（Steam） | M2     | KDE      | ダウンロード                        | -    | 収録ソフトの一つ アップデートにより欧米版(Castlevania III Dracula's Curse)が追加 |

## 開発スタッフ
- ディレクター: H.Akamatsu（赤松仁司）
- プランナー: I.Urata
- プログラマー: H.Akamatsu、M.Takemoto（たけもとみつお）、Y.Okuda（奥田康雄）、S.Kitamoto（きたもとしんじ）
- キャラクター: I.Urata、T.Fujimoto（藤本武史）、N.Togakushi（戸隠規泰）、K.Ogawa（小川公一）
- サウンド: H.Maezawa（前澤秀憲）、J.Funahashi（船橋淳）、Y.Morimoto（森本幸恵）、佐々木嘉則（欧米版のみ）

## 音楽・商品
BGM

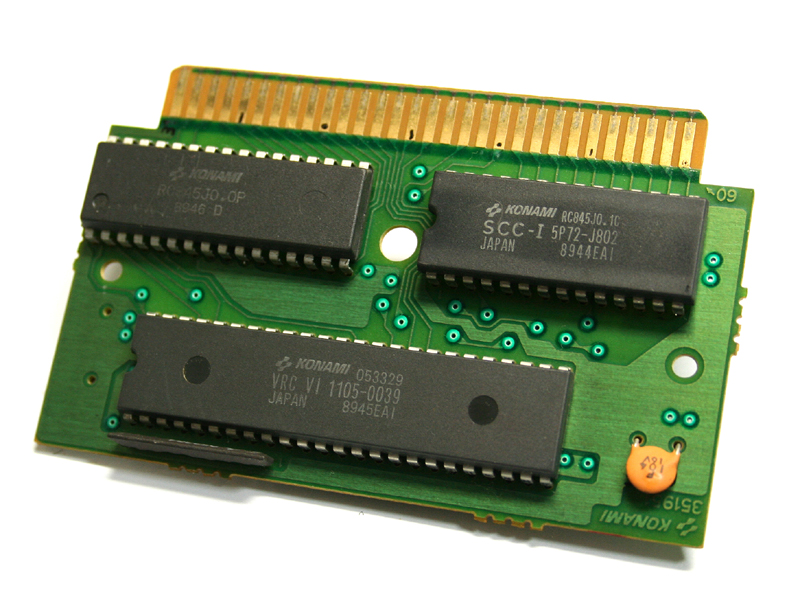
本作のロムカセットに搭載されているチップ群 下にあるのがVRC VI

音楽はROMカセット内部にコナミ独自の「VRC VI」というLSIを内蔵していることにより、良質な音質を実現している。
タイトル画面で、説明書に書かれているコマンドを入力すると、本作のBGMを一通り聴くことができ、移植の携帯電話アプリ版でも再現されている。
サウンドトラック
- 『悪魔城ドラキュラ ファミコン・ベスト』（1990年3月21日、KONAMI）
CD版とカセットテープ版が発売されたサウンドトラック。本作と『悪魔城ドラキュラ』と『ドラキュラII』のファミコン三部作のBGMとボーナストラックが収録されている。ただし本作のBGMだけ1曲ごとのCDトラック分けがされておらず、数曲まとめて1トラックとされている。
- 『悪魔城ドラキュラ ベスト』（1998年9月23日、KONAMI）
上記CDの再発盤。

## 欧州・北米版との違い
日本版以外の北米や欧州で発売された欧米版である『Castlevania III: Dracula's Curse』は、日本版から若干仕様が変更されている。また北米版と欧州版でも日本版との違いほど大きくはないが多少違いがある。なおこの欧米版は日本国内でリリースされたことはない。
- パッケージイラストが異なる。
- 主人公の名前がRalph C. Belmond（ラルフ・C・ベルモンド）ではなくTrevor Belmont（トレバー・ベルモント）である。ヴェルナンデスのスペルはBelnades、ダナスティのスペルはDanastyとなっている。
- いくつかのステージのカラーリングが変更されたり、オープニングの黒い雲のイラストが修正されている、オープニングの大きな十字架の後光が取り去られた、ステージ8の女性像に服が着せられている、といった背景関連グラフィック変更。
- いくつかの敵のカラーリングやスプライトが変更され、攻撃パターンが変更されている場合もある（変更されている場合、すべて強化調整であり難易度は上がっている）。グールラビットはせむし男になり、メデューサの胸部はより筋肉質になっている。暗黒邪神の後ろの角は取り払われている。
- 日本版に採用されていたVRC VIチップを搭載していないため、曲のアレンジが日本版とは異なる別アレンジバージョンになっている（スタッフロールによると日本版にはいなかった欧米版だけのサウンド担当スタッフがいる）。VRC VIはコナミ独自開発のチップであり、標準の5チャンネルに加えて矩形波を2ch、鋸波を1ch追加して合計8チャンネル扱うことができた。NES本体にはカートリッジ音声入出力端子が搭載されていなかったため、欧米版には任天堂純正のMMC5を採用することになり、それに合わせて音源が書き換えられた（欧州版では音程が高く速い）。また、PCMで再現可能であるにもかかわらずパーカッションの音が微妙に劣化している箇所もある。ステージ9の曲は少し短くアレンジされている。
- グラフィックのクオリテイは若干ながら劣る。背景で使われているエフェクトは欧米版には存在せず、これも日本版に搭載されていたコナミ製チップを欠いていることが原因である。
- 難易度が若干上がり、敵から受けるダメージはゲームの進行度によって増加する（北米版と欧州版では減り方が違う）。最終ステージでボスに敗れるとボス直前ではなくステージ最初からのリスタートとなる。
- ゲーム中に使われるフォントが日本版は標準的なものであるのに対して、欧米版はブラックレターのような様式になっている。
- 日本版にない要素として、特殊なプレイヤー名を入力することで隠し要素が発動する。ゲーム開始時（また再開時）に残機を10機で始めることができたり、サブキャラクターを使ってゲームを開始したり、より難しい設定でプレイできたりなど。

## 評価
- ゲーム雑誌『ファミコン通信』の「クロスレビュー」では7・8・8・7の計30点（満40点）でシルバー殿堂を獲得[注釈 3][13][10]。レビュアーの意見としては、「狂信的なファンが多い第一弾のスタイルを受け継いでるので、一見『これぞドラキュラ!』と言えそうな気もするが、感覚的に第一弾とはチョト違う」などと評されている[13]。

- ゲーム雑誌『ファミリーコンピュータMagazine』の読者投票レビュー「ゲーム通信簿」では以下の通り、21.55点（満30点）だった[1]。また、同誌1991年5月10日号特別付録の「ファミコンロムカセット オールカタログ」では、「個性豊かな面が豊富に取り揃えてある。似たような面はほとんどないといって良い。」「（搭載特殊チップの）VRC6の能力によりファミコンとは思えない程の美麗なグラフィック。特に時計塔が強烈」と紹介されている[1]。

| 項目 | キャラクタ | 音楽 | 操作性 | 熱中度 | お買得度 | オリジナリティ | 総合  |
| 得点 | 3.72       | 3.99 | 3.43   | 3.66   | 3.46     | 3.29           | 21.55 |